# 小行星466
小行星466（466 Tisiphone）是一颗围绕太阳公转的小行星。1901年1月17日，马克斯·沃夫、路易吉·卡內拉在海德堡描述了此天体。
它是原神星族小行星的一员。小行星466的临时编号是1901 FX，之后以希腊神话中的三大复仇女神之一提西福涅命名。这颗小行星的绝对星等为8.5等。

## 物理特征
这颗小行星在发现后，于1907年、1913年和1914年等多次被研究。
1997年，美国明尼苏达州立大学穆尔黑德分校Feder天文台的天文学家Worman和Christianson利用光变曲线对小行星466的自转周期进行研究，确定其周期为8.824±0.009小时。在一个旋转周期中，可以看到两个不同的最高值和最低值。
1998年和1999年，Lagerkvist等人利用卡拉阿托天文台的1.2米直径望远镜对小行星进行研究，并在2001年发表了一篇关于原神星族小行星的论文，其中包括小行星466。他们的研究也验证了小行星466的自转周期为8.8小时。

## 相关條目
- 小行星列表/10001-11000

## 外部連結
- Asteroid Lightcurve Database (LCDB) （页面存档备份，存于）, query form (info （页面存档备份，存于）)
- Dictionary of Minor Planet Names, Google books
- Discovery Circumstances: Numbered Minor Planets (10001)-(15000) （页面存档备份，存于） – Minor Planet Center
- 小行星466 at AstDyS-2, Asteroids—Dynamic Site
  - Ephemeris · Observation prediction · Orbital info · Proper elements · Observational info
- NASA JPL小天體瀏覽器上的小行星466

| 前一小行星： 小行星465 | 小行星列表 | 後一小行星： 小行星467 |